# Синусни имплантат
Синусни имплантат јесте медицински уређај који се убацује у синусну шупљину. Имплантати могу бити примењени  у комбинацији са хирургијом синуса за лечење хроничног синуситиса, или у максилофацијалној хирургији као метода повећања синуса како би се повећала структура кости за постављање зубних имплантаната.

## Врсте

### Максиларни имплантат
Максиларни имплантат је врста имплантата који се поставља између вилице и максиларних синуса. Убацује се током подизања синуса или аугментације и користи се за повећање количине кости за подршку зубним имплантатима. Имплантати се уграђују након бушења или коришћењем методе без бушења познате као остеотомска техника. Проблеми као што је испупчење у синусима могу се појавити код максиларних имплантата.
Максиларни имплантати се такође могу направити и другим техникама са материјалом за пуњење субсинуса. Материјал се користи за стимулацију природне регенерације костију. Клиничка студија ове технике показала је да су сви пацијенти у студији имали континуиране стабилне имплантате шест месеци након постављања. Такође је ова метода показала  вертикално повећање кости код свих испитаника.

### Ринопластика
Бројне различите врсте материјала коришћене су као синусни имплантати током ринопластике. Паришки гипс се често користи током ринопластике и имплантира сему фронтални синус. Такође је пријављено да имплантати који се користе у ринопластици изазивају енофталмус.

### Синусни стент
Синусни стентови који су обложени стероидима могу се користити као додатак ендоскопској хирургији синуса. Они су, међутим, користе од од 2015. године, али је њихова употреба недовољно истражена.